# Miloš Forman
Jan Tomáš Forman (Čáslav, 18 de fevereiro de 1932 - Danbury, 14 de abril de 2018), mais conhecido como Miloš Forman, foi um cineasta, ator e roteirista checo. Mudou-se para os Estados Unidos em 1968 e possuía, desde 1977, a nacionalidade estado-unidense. Dois de seus filmes, One Flew Over the Cuckoo's Nest e Amadeus, estão entre os mais célebres filmes da história do cinema, e lhe deram o Oscar de melhor diretor. Ele também foi nomeado para o mesmo prêmio por The People vs. Larry Flynt. Ele também ganhou o Globo de Ouro, Cannes, BAFTA, Cesar, David di Donatello, e vários outros prêmios.

## Carreira
A primeira realização de Forman foi o documentário Audition cujo tema foi cantores concorrentes. Dirigiu várias comédias na Checoslováquia. No entanto, durante a Primavera de Praga e a consequente invasão 1968, ele estava em Paris, negociando a produção de seu primeiro filme americano.
Seu empregador, um estúdio checo, demitiu-o, alegando que ele estava fora do país ilegalmente. Ele se mudou para Nova York, onde mais tarde tornou-se um professor de cinema na Columbia University e co-presidente do departamento da Columbia filme.
Em 1977, ele se tornou um cidadão naturalizado dos Estados Unidos. Em 1985 chefiou o Festival de Cannes. E também presidiu uma cerimônia de César em 1988. Em 1997, recebeu o Globo de Cristal prêmio por contribuição artística excepcional para o mundo de cinema no Karlovy Vary International Film Festival.

### Filmes

#### Amores de uma Loira
Amores de uma Loira é um importante filme da história do cinema da Checoslováquia e foi premiado no Festival de Veneza e em vários outros festivais de cinema. Foi também nomeado para o Oscar de melhor filme estrangeiro em 1967.

#### O Baile dos Bombeiros
Uma co-produção da Checoslováquia com a Itália, este foi o primeiro filme colorido de Forman. É um dos filmes mais conhecidos da antiga Checoslováquia. Foi também nomeado para o Oscar de melhor filme estrangeiro.

#### Taking Off
Taking Off (no Brasil, Procura Insaciável) é um filme de Milos Forman de 1971. O primeiro filme do cineasta a ser rodado nos Estados Unidos, venceu o Prêmio Especial do Júri do Festival de Cannes de 1971.
Em meio ao surgimento do movimento Hippie nos Estados Unidos, uma adolescente foge de casa. Na busca pela filha, seus pais passam pelas mais variadas experiências.

#### Um Estranho no Ninho
Apesar das dificuldades iniciais, Forman começou a dirigir nos Estados Unidos, e alcançou o sucesso em 1975 com a adaptação do livro homônimo de Ken Kesey, Um Estranho no Ninho, estrelado por Jack Nicholson e Louise Fletcher. O filme ganhou cinco Oscars, nas cinco categorias mais importantes (um dos três únicos na história, sendo os outros dois It Happened One Night e The Silence of the Lambs): Melhor Diretor, Melhor Ator, Melhor Atriz, Melhor Filme e Melhor Roteiro Adaptado. Este filme consolidou a reputação de Forman na indústria de cinema norte-americana.

#### Hair

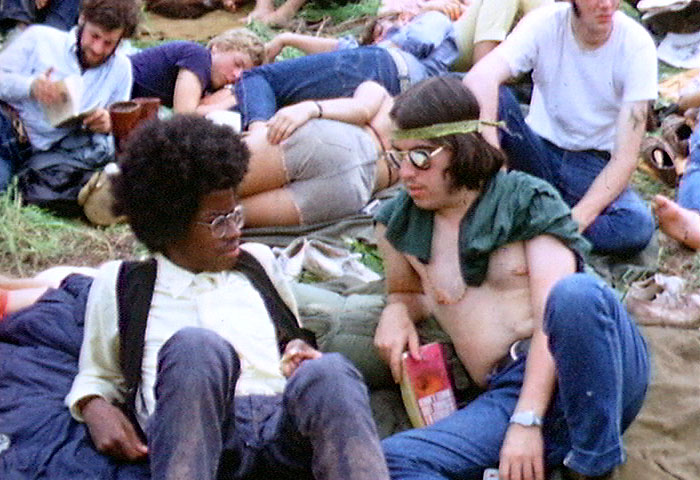
Filme Hair de 1979

Depois do sucesso do Um Estranho no Ninho Forman dirigiu Hair, em 1979, baseado no musical da Broadway de James Rado e Gerome Ragni. O filme foi estrelado por Treat Williams, John Savage e Beverly D'Angelo.

#### Amadeus
A outra realização importante de Forman foi a adaptação de Amadeus de Peter Shaffer em 1984, que reconta a história de Wolfgang Amadeus Mozart e Antonio Salieri. O filme foi estrelado por Tom Hulce, Elizabeth Berridge e F. Murray Abraham, que ganhou o Oscar por sua atuação no filme. Amadeus trouxe-lhe o seu segundo Oscar de melhor diretor e inúmeros outros prêmios. O filme ganhou oito Oscars, incluindo o Melhor Filme.

#### Valmont
Adaptação do romance de Pierre Choderlos de Laclos Ligações Perigosas teve sua estréia em 17 de novembro de 1989. Outra adaptação para o cinema por Stephen Frears tinha sido lançado no ano anterior e recebeu muitos elogios. O filme estrelado por Colin Firth, Meg Tilly e Annette Bening. Não ganhou opiniões favoráveis.

#### O Povo Contra Larry Flynt
Em 1996 uma biografia do editor pornográfico Larry Flynt trouxe a Forman outra indicação ao Oscar. O filme estrelado por Woody Harrelson, Courtney Love e Edward Norton.

#### Man on the Moon
A biografia do famoso ator e cômico Andy Kaufman (que premiou Jim Carrey com o Globo de Ouro) teve estréia em 22 de dezembro de 1999. O filme estrelado por Jim Carrey, Danny DeVito, Courtney Love e Paul Giamatti.

#### Goya's Ghosts
Esta biografia livre do pintor espanhol Francisco Goya estreou em 8 de novembro de 2006. O filme estrelado por Natalie Portman, Javier Bardem, Stellan Skarsgård.

## Vida pessoal
Forman nasceu em Čáslav na Boêmia Central, filho de Anna, que dirigia um hotel de verão, e Rudolf Forman, um professor. Seus pais eram protestantes. Durante a ocupação nazista seu pai foi preso por distribuir livros proibidos e morreu em Buchenwald, em 1944. Sua mãe morreu em Auschwitz em 1943. Forman afirmou que ele não conseguia entender completamente o que havia acontecido com seus pais até que ele viu imagens dos campos de concentração quando tinha 16 anos.
Forman viveu com parentes durante a Segunda Guerra Mundial. Ele tem um irmão, Pavel Forman, doze anos mais velho, um pintor checo que também emigrara, depois da invasão de 1968, para a Austrália.
A primeira esposa de Forman foi uma checa atriz de cinema, Jana Brejchová. Eles se conheceram durante as filmagens do filme Stenata. Eles se divorciaram em 1962. Forman teve filhos gêmeos com sua segunda esposa, a atriz checa Věra Křesadlová. Ambos filhos, Petr Forman e Matěj Forman, nascido em 1964, são atores de teatro. O casamento durou 35 anos, abrangendo 1964–1999. Então Forman se casou com Martina Zbořilová, em 28 de novembro de 1999. Eles também tiveram filhos gêmeos, Jim e Andy (nascido em 1999, em homenagem a Jim Carrey e Andy Kaufman), e residiam em Connecticut.

## Filmografia
| Filmografia | Filmografia               | Filmografia       | Filmografia      | Filmografia | Filmografia | Filmografia | Filmografia  |
| Ano         | Filme                     | Nomeação ao Oscar | Vitória no Oscar | Diretor     | Roteirista  | Ator        | Papel        |
| ----------- | ------------------------- | ----------------- | ---------------- | ----------- | ----------- | ----------- | ------------ |
| 1960        | Laterna magika II         |                   |                  |             | Sim         |             |              |
| 1963        | Kdyby ty muziky nebyly    |                   |                  | Sim         |             |             |              |
| 1963        | Audition                  |                   |                  | Sim         |             |             |              |
| 1964        | Black Peter               |                   |                  | Sim         | Sim         |             |              |
| 1964        | Loves of a Blonde         | 1                 |                  | Sim         | Sim         |             |              |
| 1966        | Dobře placená procházka   |                   |                  | Sim         |             |             |              |
| 1967        | The Firemen's Ball        | 1                 |                  | Sim         | Sim         |             |              |
| 1971        | Taking Off                |                   |                  | Sim         | Sim         |             |              |
| 1971        | I Miss Sonia Henie        |                   |                  | Sim         |             |             |              |
| 1973        | Visions of Eight          |                   |                  | Sim         |             |             |              |
| 1975        | Um Estranho no Ninho      | 9                 | 5                | Sim         |             |             |              |
| 1979        | Hair                      |                   |                  | Sim         |             |             |              |
| 1981        | Ragtime                   | 8                 |                  | Sim         |             |             |              |
| 1984        | Amadeus                   | 11                | 8                | Sim         |             |             |              |
| 1986        | Heartbum                  |                   |                  |             |             | Sim         | Dmitri       |
| 1989        | Valmont                   | 1                 |                  | Sim         | Sim         |             |              |
| 1989        | New Years Day             |                   |                  |             |             | Sim         | Lazlo        |
| 1996        | O Povo Contra Larry Flynt | 2                 |                  | Sim         |             |             |              |
| 1999        | Man on the Moon           |                   |                  | Sim         |             |             |              |
| 2000        | Keeping the Faith         |                   |                  |             |             | Sim         | Father Havel |
| 2006        | Goya's Ghosts             |                   |                  | Sim         | Sim         |             |              |
| 2008        | Chelsea on the Rocks      |                   |                  |             |             | Sim         |              |
| 2011        | The Ghost of Munich       |                   |                  | Sim         | Sim         |             |              |
| 2011        | Les Bien-Aimés            |                   |                  |             |             | Sim         | Jaromil      |

## Prémios e nomeações
Foi um dos sete diretores em vida (junto com Alfonso Cuarón, Ang Lee, Clint Eastwood, Oliver Stone, Steven Spielberg e Alejandro González Iñárritu) a ter ganho dois Oscares por melhor diretor.
- Recebeu três nomeações ao Óscar de Melhor Diretor, por "One Flew Over the Cuckoo's Nest" (1975), "Amadeus" (1984) e "The People vs. Larry Flynt" (1996). Ganhou em 1975 e 1984.
- Recebeu uma nomeação o Globo de Ouro de melhor direção, por seu trabalho em "Ragtime" (1981).
- Ganhou um Urso de Prata no Festival de Berlim, por "The People vs. Larry Flynt" (1996).
- Ganhou três Prémios Bodil, de Melhor Filme Americano, por "One Flew Over the Cuckoo's Nest "(1975), "I Miss Sonia Henie" (1971) e "The Loves of a Blond" (1965).
- Recebeu duas nomeações ao BAFTA de melhor diretor, por Procura Insaciável (1971) e "One Flew Over the Cuckoo's Nest" (1975). Ganhou em 1975.
- Recebeu uma nomeação ao BAFTA de Melhor Argumento, por "I Miss Sonia Henie" (1971).
- Ganhou o Grande Prémio do Júri no Festival de Cannes, por "I Miss Sonia Henie" (1971).
- Recebeu uma nomeação ao César, na categoria de Melhor Realizador, por "Valmont" (1989).
- Ganhou um César na categoria de Melhor Filme Estrangeiro, por "Amadeus" (1984).
- Ganhou em 1997 o Prémio Outstanding European Achievement in World Cinema, do Festival Europeu de Filmes, por "The People vs. Larry Flynt" (1996).
- Ganhou em 1997 o Grande Prémio de Contribuição ao Cinema Mundial, no Festival Internacional de Karlovy Vary.
- Ganhou o Prémio Golden Sail, no Festival de Locarno, por "Cerný Petr" (1963).
- Ganhou o Amanda, no Festival Internacional da Noruega, por "Amadeus" (1984).
- Ganhou o Prémio pelo conjunto da obra, no Festival Internacional de Palm Springs.